# Brandon Scanlin
Brandon Scanlin, född 2 juni 1999, är en kanadensisk professionell ishockeyback som är kontrakterad till New York Rangers i National Hockey League (NHL) och spelar för Hartford Wolf Pack i American Hockey League (AHL).
Han har tidigare spelat för Omaha Mavericks i National Collegiate Athletic Association (NCAA).
Scanlin blev aldrig NHL-draftad.

## Statistik
| 2013–2014   | Hamilton Huskies   | AH          | 6   | 1  | 0  | 1  | 0  | —  | — | —  | —  | —  |
| 2014–2015   | Hamilton Huskies   | AH          | 29  | 4  | 13 | 17 | 22 | 14 | 1 | 4  | 5  | 14 |
| 2015–2016   | Brantford 99ers    | GOJHL       | 49  | 2  | 28 | 30 | 24 | 5  | 2 | 2  | 4  | 0  |
| 2016–2017   | Brantford 99ers    | GOJHL       | 50  | 4  | 23 | 27 | 32 | 4  | 0 | 1  | 1  | 2  |
| 2017–2018   | Brooks Bandits     | AJHL        | 58  | 8  | 33 | 41 | 28 | 9  | 1 | 6  | 7  | 2  |
| 2018–2019   | Brooks Bandits     | AJHL        | 40  | 16 | 27 | 43 | 22 | 15 | 1 | 10 | 11 | 6  |
| 2019–2020   | Omaha Mavericks    | NCAA        | 36  | 3  | 11 | 14 | 16 | —  | — | —  | —  | —  |
| 2020–2021   | Omaha Mavericks    | NCAA        | 24  | 2  | 15 | 17 | 14 | —  | — | —  | —  | —  |
| 2021–2022   | Omaha Mavericks    | NCAA        | 38  | 6  | 25 | 31 | 31 | —  | — | —  | —  | —  |
|             | Hartford Wolf Pack | AHL         | 15  | 0  | 1  | 1  | 2  | —  | — | —  | —  | —  |
| 2022–2023   | Hartford Wolf Pack | AHL         | 61  | 4  | 11 | 15 | 30 | 9  | 0 | 1  | 1  | 0  |
| 2023–2024   | New York Rangers   | NHL         | 1   | 0  | 0  | 0  | 0  | —  | — | —  | —  | —  |
|             | Hartford Wolf Pack | AHL         | 57  | 8  | 8  | 16 | 39 | —  | — | —  | —  | —  |
| NHL totalt  | NHL totalt         | NHL totalt  | 1   | 0  | 0  | 0  | 0  | —  | — | —  | —  | —  |
| AHL totalt  | AHL totalt         | AHL totalt  | 133 | 12 | 20 | 32 | 71 | 9  | 0 | 1  | 1  | 0  |
| NCAA totalt | NCAA totalt        | NCAA totalt | 98  | 11 | 51 | 62 | 61 | —  | — | —  | —  | —  |